# Big Rude Jake
Andrew Jacob Hiebert (1 de marzo de 1963 - 16 de junio de 2022), conocido profesionalmente como Big Rude Jake, fue un músico canadiense. Durante su carrera que duró desde los años 90 en Toronto hasta su muerte, su estilo musical incorporaba elementos de blues, jazz, punk rock, Góspel, y folk, entre otros. Además se ha identificado con el creciente género de Neoswing de los años 90. 
Jake, después de terminar su cuarto álbum Live Faust, Die Jung, temporalmente dejó de grabar y hacer giras después de un accidente automovilístico. Durante ese tiempo comenzó a practicar el budismo zen.  Tocaba música en ocasiones limitadas, sin usar su nombre más conocido. Regresó oficialmente a la escena musical en 2009 con un nuevo álbum, Quicksand, y una semana después se casó con su querida esposa Anna-Lisa Seeliger. En 2010, volvió a hacer giras por Canadá y Europa acompañado por la saxofonista Alison Young, su frecuente colaboradora, además de tocar en los Estados Unidos.

## Biografía
Butane Fumes & Bad Colonia, el primer disco de Big Rude Jake and his Gentlemen Players, se grabó en 2 días, los días 26 y 27 de julio de 1993 en Toronto . Con lo que el grupo calificó como un "presupuesto ridículo y insignificante", la idea era grabar "en vivo desde la pista, como lo hacían los viejos gatos".  El álbum fue producido por Gordie Johnson del grupo de rock local Big Sugar y Pete Prilesnick. El productor ejecutivo fue Michael L. Johnson.
Blue Pariah, el segundo álbum, fue lanzado en 1996, y la canción "Swing Baby!" se transmitió en radios universitarias de Canadá y Estados Unidos. Fue producido por Gordie Johnson y diseñado y mezclado por Peter Prilesnik. Blue Pariah también contó con Ashley MacIsaac al violín. El álbum fue hecho deliberadamente con la esperanza de que Big Rude Jake pudiera destacarse de todas las demás bandas de swing. Para lograr eso se utilizaron técnicas de producción que muchos consideran bastante elaboradas para la época.
Buscando distribuir este disco en los EE. UU., Big Rude Jake dejó Toronto y se estableció en Brooklyn, Nueva York, donde firmó un contrato discográfico con Roadrunner Records. Un tercer álbum, Big Rude Jake, fue lanzado en 1999. Si bien es uno de los más conocidos en ese momento, es el álbum más difícil de encontrar para los fanáticos, porque fue el único álbum del cual Jake no controló la distribución.
En 2002 grabó un cuarto álbum, Live Faust, Die Jung, que es totalmente diferente a los tres primeros. Fue producido por Jake Langley y Big Rude Jake, pero nunca fue lanzado oficialmente, porque una noche Jake fue gravemente herido por un taxi. Desapareció más o menos del ojo público por un tiempo. Cuando comenzó a tocar públicamente nuevamente, usó ‘Chet Valiant’ como nombre artístico, alejándose del "personaje fiestero de traje grande" de Big Rude Jake. Manteniendo un perfil más bajo, se centró en perfeccionar sus habilidades con la guitarra ragtime y siguió componiendo. Comenzó a tocar en algunos shows como Big Rude Jake nuevamente en 2006.
El álbum Quicksand fue lanzado en septiembre de 2009. Se casó la semana siguiente.
Además, Jake grabó álbumes con sus otras bandas, Tennessee Voodoo Coupe y Blue Mercury Coupe.
Sus giras europeas lo inspiraron a hacer un nuevo álbum en vivo con influencia de jump blues con su banda de siete integrantes e invitados especiales. Live & Out Loud se grabó en noviembre de 2011 frente a una audiencia en vivo en The Drake Hotel en Toronto, financiado en gran parte por fanáticos a través de la plataforma de micromecenazgo RocketHub.
Hiebert también tocó música para personas mayores en cuidados a largo plazo durante muchos años.
En 2014, nació su primera y única hija, y unos meses después, lanzó su evento benéfico en curso, Blues For the Red Door.
En 2020, lanzó Fanfare Music Enrichment Services, que atiende a clientes con discapacidades intelectuales.
Estaba trabajando en otro álbum, "The Jackhammer Sessions" en el momento de su muerte.
Hiebert murió el 16 de junio de 2022, a la edad de 59 años por causa de cáncer de vejiga. 

## Discografía
Big Rude Jake
- Butane Fumes & Bad Cologne (1993)
- Blue Pariah (Big Rude, 1996)
- Big Rude Jake (Roadrunner, 1999)
- Live Faust, Die Jung (Big Rude, 2002)
- Brooklyn Blue (Pivotal, 2004)
- Quicksand (Big Rude, 2009)
- Live and Out Loud (2012)

Tennessee Voodoo Coupe
- Live in Person Radio Transcripts (2011)
- Over the Moon (2013)